# Железный занавес (Command & Conquer: Red Alert)

Железный занавес из Red Alert (1996), Red Alert 2 (2000) и Red Alert 3 (2008)

Желе́зный за́навес (англ. Iron Curtain) — супероружие Советского Союза из серии игр Command & Conquer: Red Alert. Представляет собой здание, которое может временно сделать один отряд неуязвимым. Попытка применения способности «железный занавес» на пехоту приводит к её немедленной гибели.

## Общая характеристика
Хотя термин «железный занавес» в реальном мире был всего лишь метафорой пространственного разделения между странами НАТО и Варшавского договора, серия игр Red Alert использует этот термин для описания буквальной структуры. В хронологии Red Alert не было Холодной войны, а значит и пространственного разделения, которое можно было бы назвать таковым. Таким образом, всё это действует как указатель для вымышленной вселенной, переносит термин из реальной истории в вымышленную вселенную и повторно использует его для новой и неожиданной цели. 
Попытка телепортации пехоты приводит к её немедленной гибели. У Железного занавеса достаточно долгое время восстановления, поэтому его в основном применяют к штурмовой группе, готовой сломать оборону врага.
Ричард Псмит из «Игромании» называет данное супероружие «классикой Red Alert».

## Command & Conquer: Red Alert(1996)

### Сюжет
В кампании Союзников генерал фон Эслинг, учитывая потенциальный ущерб, который Железный занавес может нанести Союзникам, лично отправляет несколько миссий по сбору разведданных о проекте и уничтожению исследовательских центров. Однако из-за избыточного количества исследовательских центров проект даёт рабочие прототипы, несмотря на действия Союзников. Два Железных занавеса были развернуты для защиты Москвы от вторжения Союзников. Тем не менее союзническим силам удалось остановить разработку более мощного варианта Железного занавеса.

### Характеристика
Впервые построенный Советским Союзом в 1951 году, Железный занавес основан на теориях квантовой физики и квантовой механики Альберта Эйнштейна. Устройство состоит из подземного генератора и наземного передатчика, подвешенных над круглым отверстием непосредственно над подземным оборудованием. Передатчик собирает энергию, посылаемую через круглое отверстие в виде полупрозрачного белого потока частиц, постепенно начинающуюся светиться красным. Как только будет собрано достаточно энергии, он может покрыть целевое транспортное средство эффектом «железного занавеса», делая его невосприимчивым к повреждениям в течение короткого промежутка времени.
Данное супероружие противопоставлено супероружию Союзников, известному как Хроносфера. В одном брифинге миссии Союзников прямо говорится об этом дихотомическом противопоставлении: «С Хроносферой, которая поможет вам, даже новый сталинский Железный занавес не сможет нас остановить!». Эта цитата не только иллюстрирует иногда довольно манерные диалоги роликов и брифингов Red Alert, но также указывает на Железный занавес как идеологическую и физическую границу в реальном мире и советское супероружие во вселенной Red Alert. В этой игре Железный занавес внешне выглядит как чёрная сферическая конструкция в защитной решётке. Он, как и Хроносфера, визуально выделяются на фоне окружающего «военного утилитаризма».
По мнению исследователя Марка Джонсона, сооружение вместе с Хроносферой является единственным в своём роде, несколько импровизированной, без стабильного пребывания людей, как в архитектуре других построек, а также, вероятно, предназначенной для её продажи и повторного развёртывания. Джонсон считает, что и Железный занавес, и Хроносфера, сильно выделяются из окружающие их зданий времён Второй мировой войны, поскольку кажутся «хрупкими и экспериментальными», то есть новыми и непроверенными инновационными сооружениями, которые могут привести к тревожным или неизвестным результатам. Далее он пишет: «За несколько лет до Второй мировой войны и создания атомного оружия, могла ли концепция способности даровать временную неуязвимость <…> на самом деле казаться среднему наблюдателю столь же неправдоподобной и в равной степени относящейся к сфере научной фантастики, как бомба, способная уничтожить целый город? Хотя два супероружия [Железный занавес и Хроносфера] в первую очередь незнакомы, различны и представляют собой разрыв с реальной историей в их визуальном стиле, Red Alert также позиционирует их как существующие в логике своей вымышленной вселенной».

## Command & Conquer: Red Alert 2(2000)
Железный занавес, по сравнению с Хроносферой, усиливает юниты. В этой игре он визуально изменился несильно, так как сохранил большую часть своего внутреннего устройства. Эта версия, в отличие от своего предшественника, может нацеливаться до 9 юнитов, действовать в течение более длительного времени (50 секунд) и быстрее восстанавливаться, а также может использоваться по отношению к зданиям. Излучение Железного занавеса настолько мощное, что окрашенная в красный цвет энергия, с помощью которой и покрываются указанные цели, сгущается до такой степени, что становится чёрной. Эта окраска исчезает, когда эффект занавеса пропадает.
Данная версия Железного занавеса по-прежнему не может покрыть авиационные подразделения, такие как дирижабли «Киров» и осадные вертолёты. Кроме того, большая выходная мощность делает занавес смертельным для пехоты и собак, если только они не размещены внутри зданий или транспортных средств.

## Command & Conquer: Red Alert 3(2008)
Как гласит экран загрузки Red Alert 3: «„Железный занавес“ — одно из самых страшных творений советских военных. Он собирает какую-то энергию внутри своей печи, которую использует для проецирования кинетического барьера на бронированные силы. Несмотря на то, что барьер действует недолго, поражённые цели в это время полностью неуязвимы». 